# Xeropigo candango
Xeropigo candango là một loài nhện trong họ Corinnidae.
Loài này thuộc chi Xeropigo. Xeropigo candango được miêu tả năm 2007 bởi De Souza & Bonaldo.